# An Exceptionally Simple Theory of Everything

Vizuální reprezentace E8 polytopu

„An Exceptionally Simple Theory of Everything“ (v překladu: Výjimečně jednoduchá teorie všeho) je fyzikální článek publikovaný v archivu arXiv dne 6. listopadu 2007 americkým fyzikem Antonym Garrettem Lisim. Jeho Teorie všeho sjednocuje všechny obory standardního modelu s gravitací pomocí 248 bodové osmidimenzionální E8 geometrie.
Sám Lisi poznamenává, že jeho teorie je neúplná a že se buď ukáže zcela správnou nebo naprosto špatnou. Nicméně na rozdíl od většiny teorií strun je tato testovatelná v blízké budoucnosti ve švýcarském urychlovači částic Large Hadron Collider.